# Прісногірковка
Прісногі́рковка (каз. Пресногорьков) — село у складі Узункольського району Костанайської області Казахстану. Адміністративний центр Прісногірковського сільського округу.
Населення — 1297 осіб (2021; 1873 у 2009, 1837 у 1999, 2371 у 1989).